# Conrado Puigdellivol
Conrado Puigdellivol (Córdoba, provincia de Córdoba, 11 de abril de 2001) es un futbolista argentino.
Juega como mediocampista en Club Comunicaciones de la Tercera División de Argentina.

## Trayectoria
Esta en Talleres desde el año 2011 participando en todas las categorías desde las promocionales hasta llegar a formar parte del plantel profesional.
En el año 2015 forma parte del Seleccionado Sub-15 de la Liga Cordobesa de Fútbol, consagrándose campeones y consiguiendo la clasificación al Torneo Nacional.  
En el año 2016 recibe la distinción de Jugador Destacado de Club Atlético Talleres de Cba, por parte de AFA.
En el año 2018, debuta en reserva consagrándose como bicampeones de dicho Torneo, de la mano del técnico Walter Lemma.  Reserva. En esa temporada obtuvo el título de la categoría y al año siguiente realizó su primera pretemporada con el primer equipo.
En 2019 jugó la Copa Mitad del Mundo con el Talleres sub-18, debutando con gol ante Sporting Cristal.
En ese mismo año hace sus primeros entrenamientos en el equipo de 1º de la mano del técnico Vojvoda.
De la mano Alexander Medina fue convocado a formar parte del equipo profesional, siendo  titular en tres amistosos de pretemporada en el año 2020, pero no llegó a disputar partidos oficiales. En ese mismo año, el Levante mostró su interés en él y Augusto Schott, compañero de equipo de Puigdellivol.
En febrero del 2021 forma parte por primera vez de la delegación albiazul que concentra para el debut ante Patronato.
Integra la nomina de buena fe para disputar la Copa Sudamericana 2021.

## Clubes
| Club     | País      | Año           |
| -------- | --------- | ------------- |
| Talleres | Argentina | 2018-presente |

## Palmarés
| Título            | Club     | País      | Año  |
| ----------------- | -------- | --------- | ---- |
| Torneo de Reserva | Talleres | Argentina | 2018 |